# Аљано (Перуђа)
Аљано (итал. Agliano) је насеље у Италији у округу Перуђа, региону Умбрија.
Према процени из 2011. у насељу је живело 8 становника. Насеље се налази на надморској висини од 1010 м.